# OZZ-5
OZZ-5 自律型水中航走式機雷探知機 は、日本の防衛省技術研究本部が開発した、自律的に航走し機雷を探知する水中無人機（UUV）である。

## 概要
対機雷戦において、ステルス機雷などの探知しにくい機雷（沈底機雷）や、浅海域等で泥中に埋没した機雷（埋没機雷）など、既存の探知機では探知困難な機雷が出現してきた。このため、艦艇が機雷源に進入して機雷捜索をすることが困難になった。
そこで、探知困難な機雷を安全に探知する、無人で広範囲を自律的に動く水中無人機を開発した。
以下の特徴がある。
- 埋没機雷の探知に必須な低周波合成開口ソーナー（LFSAS、日本電気製[3]）を新規開発し、埋没した目標情報だけでなく、分解能は低いが沈底機雷の画像情報が得られるようになった。既存の高周波合成開口ソーナー（HFSAS、タレス製SAMDIS[4][5]）からは、高分解能な合成開口処理画像の取得により、精緻な海底目標及び海底地形の情報が得られる。これら2周波の合成開口処理画像を統合し、沈底機雷の同時識別など、確度の高い機雷の探知・識別ができるようになった。2周波の合成開口ソーナーを同時搭載した水中無人機は、本機が世界初である[2]。
- 制御能力の高いＸ舵を採用し、前方・後方ともに操舵装置を配置し、航走制御アルゴリズムにより姿勢変動を最小限に抑えた。超低速での安定した航走が可能。
- INS（慣性航法装置）情報とDVL（速度計）情報で補正するアルゴリズムを構築し、高精度で自己位置を検出できるようにした。

運用については次のように行う。まず安全水域で捜索海域の環境条件に基づく航走計画を自動作成する。これに基づき本機を投入して機雷探索を行う。取得したデータを艦上装備で解析し、機雷の有無を確認する。

## 開発・配備
本機の開発に先立って、防衛省技術研究本部において「機雷探知機の研究」として、2008年度から2010年度まで研究試作、2011年度に所内試験を実施した。埋没機雷の探知技術及び小型UUVへの適合性に関する知見を得た。
続いて「自律型水中航走式機雷探知機の開発」として、2013年度から2016年度まで試作・試験を実施し、自律型水中航走式機雷探知機を開発した。
2017年度に装備化した。2020年度の単価は 13億8512万円（別に初度費 3億6839万円）。
もがみ型護衛艦に搭載予定だが、運用時には直上で並走するUSVと音波を用いてデータをやり取りをすることでリアルタイムのデータ提供を可能とする予定である。
また改良事業である「次世代機雷探知技術の研究」は、2020年度から2024年度まで研究試作、2024年度から2025年度まで所内試験を行う。本研究ではそれまで捜索を終えたOZZ-5を引き上げてデータをアウトプットした後に、艦上解析装置で行われていたソーナーの合成開口処理を捜索中にOZZ-5内で行う。また艦上解析装置では高周波・低周波ソーナーの各情報を自動的に統合・解析して、より精度の高いデータを得る。この研究は日仏共同の事業として行われる。

## 諸元
- 直径：φ 533 mm
- 全長：4,000 mm[15]
- 重さ：900 kg[1]
- 最大速力：7 kt[15]
- 航走時間：9 時間[15]（速度 4 kt で巡行時）
- 誘導方法：GPS、INS[15]
- 通信機器：WiFi、衛星通信
- 電池：リチウム2次電池